# Euproctis aplegia
Euproctis aplegia är en fjärilsart som beskrevs av Collenette 1953. Euproctis aplegia ingår i släktet Euproctis och familjen tofsspinnare. Inga underarter finns listade i Catalogue of Life.